# Puntius fraseri
Puntius fraseri är en fiskart som först beskrevs av Hora och Misra, 1938.  Puntius fraseri ingår i släktet Puntius och familjen karpfiskar. IUCN kategoriserar arten globalt som starkt hotad. Inga underarter finns listade i Catalogue of Life.